# Цмур (река)
Цмур (Рычал-су) — река в России, протекает по Хивскому и Сулейман-Стальскому районам республики Дагестан. Длина реки составляет 20 км. Площадь водосборного бассейна — 50,8 км².
Начинается к востоку от горы Кяшпинш, течёт в общем восточном направлении через сёла Цлак, Тркал, Цнал, и Цмур. Устье реки находится в 6,5 км по левому берегу реки Арач.
Основной приток — река Галаркам, впадает справа.

## Данные водного реестра
По данным государственного водного реестра России относится к Западно-Каспийскому бассейновому округу, водохозяйственный участок реки — Самур. Речной бассейн реки — Терек.
Код объекта в государственном водном реестре — 07030000412109300002811.